# Progomphus flinti
Progomphus flinti är en trollsländeart som beskrevs av Belle 1975. Progomphus flinti ingår i släktet Progomphus och familjen flodtrollsländor. Inga underarter finns listade i Catalogue of Life.